# Cuộc đua xe đạp tranh Cúp truyền hình Thành phố Hồ Chí Minh 2022
Cuộc đua xe đạp toàn quốc tranh Cúp Truyền hình Thành phố Hồ Chí Minh 2022 là giải đấu lần thứ 34 của Cuộc đua xe đạp toàn quốc tranh Cúp truyền hình Thành phố Hồ Chí Minh do Ban Thể dục - Thể thao, Đài Truyền hình Thành phố Hồ Chí Minh và Tổng cục Thể dục thể thao Việt Nam phối hợp tổ chức, diễn ra từ ngày 5 tháng 4 đến ngày 30 tháng 4 năm 2022. Cuộc đua gồm 23 chặng, tổng lộ trình 2316,2 km, bắt đầu bằng chặng đua cá nhân tính giờ tại thành phố Hạ Long, Quảng Ninh và kết thúc tại Hội trường Thống Nhất, Thành phố Hồ Chí Minh. Tổng cộng có 14 đội đua trên toàn quốc tham gia cuộc đua lần này.

## Công bố
| Giải thưởng         | Tiền thưởng      |
| Từng chặng          | Từng chặng       |
| ------------------- | ---------------- |
| Về nhất             | 20.000.000 đồng  |
| Đồng đội            | 3.000.000 đồng   |
| Chung cuộc          |                  |
| Áo vàng             | 200.000.000 đồng |
| Áo đỏ               | 50.000.000 đồng  |
| Áo xanh             | 50.000.000 đồng  |
| Áo trắng            | 30.000.000 đồng  |
| Đồng đội chung cuộc | 100.000.000 đồng |
| Đội phong cách      | 20.000.000 đồng  |
| Đội ấn tượng        | 10.000.000 đồng  |

Thông tin về Cuộc đua xe đạp toàn quốc tranh Cúp Truyền hình Thành phố Hồ Chí Minh 2022 được công bố vào ngày 22 tháng 3 năm 2022 trong một cuộc họp báo trước khi khởi tranh giải. Ban tổ chức đã công bố lộ trình cuộc đua với tổng cự ly 2316,2 km.
Đài Truyền hình Thành phố Hồ Chí Minh cho biết việc tổ chức này nhằm hướng tới kỷ niệm 47 năm ngày giải phóng miền Nam - thống nhất đất nước, 136 năm ngày Quốc tế Lao động, 132 năm ngày sinh của Chủ tịch Hồ Chí Minh cũng như phục vụ cho các vận động viên chuẩn bị cho Đại hội Thể thao Đông Nam Á 2021 diễn ra ở Việt Nam sau cuộc đua.

## Danh sách tham dự

### Đội đua xe đạp
- Vinama Thành phố Hồ Chí Minh (VIN)
- Thành phố Hồ Chí Minh New Group (HCM)
- Tập đoàn Lộc Trời An Giang (TLT)
- Gạo Hạt Ngọc Trời An Giang (GNT)
- Dược Domesco Đồng Tháp (DDT)
- Dopagan Đồng Tháp (DPG)
- GSB Đồng Nai (GSB)
- Kenda Đồng Nai (KEN)
- Quân khu 7 (QK7)
- Quân Đội (QDI)
- Hà Nội (HAN)
- 620 Châu Thới-Vĩnh Long (CVL)
- Nhựa Bình Minh Bình Dương (NBM)
- Thanh Hóa (THH)

### Vận động viên
| Danh sách vận động viên (theo thứ tự số đeo) | Danh sách vận động viên (theo thứ tự số đeo) | Danh sách vận động viên (theo thứ tự số đeo) |
| Số đeo                                       | Họ và tên (năm sinh)                         | Đội (viết tắt)                               |
| -------------------------------------------- | -------------------------------------------- | -------------------------------------------- |
| 1                                            | Nguyễn Trường Tài (1988)                     | Vinama Thành phố Hồ Chí Minh (VIN)           |
| 2                                            | Trần Thanh Điền (1996)                       | Vinama Thành phố Hồ Chí Minh (VIN)           |
| 3                                            | Nguyễn Tuấn Vũ (1999)                        | Vinama Thành phố Hồ Chí Minh (VIN)           |
| 4                                            | Nguyễn Dương Hồ Vũ (1999)                    | Vinama Thành phố Hồ Chí Minh (VIN)           |
| 5                                            | Nguyễn Minh Việt (1997)                      | Vinama Thành phố Hồ Chí Minh (VIN)           |
| 6                                            | Nguyễn Thắng (1994)                          | Vinama Thành phố Hồ Chí Minh (VIN)           |
| 7                                            | Igor Frolov (1990)                           | Vinama Thành phố Hồ Chí Minh (VIN)           |
| 11                                           | Lê Nguyệt Minh (1992)                        | Thành phố Hồ Chí Minh New Group (HCM)        |
| 12                                           | Trần Thanh Nhanh (1993)                      | Thành phố Hồ Chí Minh New Group (HCM)        |
| 13                                           | Nguyễn Trúc Xinh (1997)                      | Thành phố Hồ Chí Minh New Group (HCM)        |
| 14                                           | Nguyễn Hữu Đức (1997)                        | Thành phố Hồ Chí Minh New Group (HCM)        |
| 15                                           | Nguyễn Văn Bình (2002)                       | Thành phố Hồ Chí Minh New Group (HCM)        |
| 16                                           | Ngô Minh Quân (2004)                         | Thành phố Hồ Chí Minh New Group (HCM)        |
| 17                                           | Konstantin Nekrasov (1999)                   | Thành phố Hồ Chí Minh New Group (HCM)        |
| 21                                           | Roman Maikin (1990)                          | Tập đoàn Lộc Trời An Giang(TLT)              |
| 22                                           | Quàng Văn Cường (1997)                       | Tập đoàn Lộc Trời An Giang(TLT)              |
| 23                                           | Nguyễn Hoàng Giang (1997)                    | Tập đoàn Lộc Trời An Giang(TLT)              |
| 24                                           | Nguyễn Văn Dương (1997)                      | Tập đoàn Lộc Trời An Giang(TLT)              |
| 25                                           | Nguyễn Tấn Hoài (1992)                       | Tập đoàn Lộc Trời An Giang(TLT)              |
| 26                                           | Lê Ngọc Sơn (1991)                           | Tập đoàn Lộc Trời An Giang(TLT)              |
| 27                                           | Trịnh Đức Tâm (1992)                         | Tập đoàn Lộc Trời An Giang(TLT)              |
| 31                                           | Tăng Quý Trọng (2002)                        | Gạo Hạt Ngọc Trời An Giang (GNT)             |
| 32                                           | Hồ Ngọc Chánh (2003)                         | Gạo Hạt Ngọc Trời An Giang (GNT)             |
| 33                                           | Ngô Văn Phương (1998)                        | Gạo Hạt Ngọc Trời An Giang (GNT)             |
| 34                                           | Nguyễn Hoàng Ngọc Linh (2000)                | Gạo Hạt Ngọc Trời An Giang (GNT)             |
| 35                                           | Nguyễn Huỳnh Đăng Khoa (1999)                | Gạo Hạt Ngọc Trời An Giang (GNT)             |
| 36                                           | Phạm Quốc Thiện (2004)                       | Gạo Hạt Ngọc Trời An Giang (GNT)             |
| 37                                           | Ali Khademi (1992)                           | Gạo Hạt Ngọc Trời An Giang (GNT)             |
| 41                                           | Loïc Desriac (1989)                          | Dược Domesco Đồng Tháp (DDT)                 |
| 42                                           | Phan Hoàng Thái (1998)                       | Dược Domesco Đồng Tháp (DDT)                 |
| 43                                           | Trần Nguyễn Minh Trí (1994)                  | Dược Domesco Đồng Tháp (DDT)                 |
| 44                                           | Nguyễn Nhật Nam (1997)                       | Dược Domesco Đồng Tháp (DDT)                 |
| 45                                           | Phạm Quốc Cường (1994)                       | Dược Domesco Đồng Tháp (DDT)                 |
| 46                                           | Nguyễn Quốc Bảo (1999)                       | Dược Domesco Đồng Tháp (DDT)                 |
| 47                                           | Lê Hải Đăng (2003)                           | Dược Domesco Đồng Tháp (DDT)                 |
| 51                                           | Trần Tuấn Kiệt (2000)                        | Dopagan Đồng Tháp (DPG)                      |
| 52                                           | Trương Trường An (2002)                      | Dopagan Đồng Tháp (DPG)                      |
| 53                                           | Lê Phú Quí (2005)                            | Dopagan Đồng Tháp (DPG)                      |
| 54                                           | Nguyễn Lâm (2001)                            | Dopagan Đồng Tháp (DPG)                      |
| 55                                           | Lâm Gia Hào (2006)                           | Dopagan Đồng Tháp (DPG)                      |
| 56                                           | Nguyễn Thượng Ngươn (2006)                   | Dopagan Đồng Tháp (DPG)                      |
| 57                                           | Lê Văn Khánh (2006)                          | Dopagan Đồng Tháp (DPG)                      |
| 61                                           | Baasankhuu Myagmarsuren (1991)               | GSB Đồng Nai (GSB)                           |
| 62                                           | Nguyễn Hướng (2000)                          | GSB Đồng Nai (GSB)                           |
| 63                                           | Nguyễn Hoàng Sang (1993)                     | GSB Đồng Nai (GSB)                           |
| 64                                           | Nguyễn Tấn Phúc (2002)                       | GSB Đồng Nai (GSB)                           |
| 65                                           | Nguyễn Phạm Quốc Khang (1996)                | GSB Đồng Nai (GSB)                           |
| 66                                           | Trần Lê Minh Tuấn (1994)                     | GSB Đồng Nai (GSB)                           |
| 67                                           | Phan Công Hiếu (2003)                        | GSB Đồng Nai (GSB)                           |
| 71                                           | Erdenebat Bilguunjargal (1997)               | Kenda Đồng Nai (KEN)                         |
| 72                                           | Lê Hữu Phước (1995)                          | Kenda Đồng Nai (KEN)                         |
| 73                                           | Phước Minh Hòa (1996)                        | Kenda Đồng Nai (KEN)                         |
| 74                                           | Nguyễn Văn Hiếu (2005)                       | Kenda Đồng Nai (KEN)                         |
| 75                                           | Nguyễn Tấn Phúc (2003)                       | Kenda Đồng Nai (KEN)                         |
| 76                                           | Đặng Thành Được (2004)                       | Kenda Đồng Nai (KEN)                         |
| 77                                           | Lương Trí Vĩnh (2003)                        | Kenda Đồng Nai (KEN)                         |
| 81                                           | Huỳnh Thanh Tùng (1996)                      | Quân khu 7 (QK7)                             |
| 82                                           | Cao Trung Hiếu (2000)                        | Quân khu 7 (QK7)                             |
| 83                                           | Hà Văn Sơn (1999)                            | Quân khu 7 (QK7)                             |
| 84                                           | Võ Minh Gia Bảo (2003)                       | Quân khu 7 (QK7)                             |
| 85                                           | Phạm Lê Xuân Lộc (2005)                      | Quân khu 7 (QK7)                             |
| 86                                           | Diệp Thái Hoàng (2001)                       | Quân khu 7 (QK7)                             |
| 87                                           | Nguyễn Văn Nhã (2004)                        | Quân khu 7 (QK7)                             |
| 91                                           | Nguyễn Huỳnh Lân (2003)                      | Quân Đội (QDI)                               |
| 92                                           | Đặng Hoàng Linh (2003)                       | Quân Đội (QDI)                               |
| 93                                           | Nguyễn Thế Khải (2004)                       | Quân Đội (QDI)                               |
| 94                                           | Huỳnh Nguyễn Đăng Khoa (2005)                | Quân Đội (QDI)                               |
| 95                                           | Nguyễn Hữu Nghĩa (2004)                      | Quân Đội (QDI)                               |
| 96                                           | Phan Hoàng Bảo Tín (2002)                    | Quân Đội (QDI)                               |
| 97                                           | Nguyễn Đức Minh Thuận (2006)                 | Quân Đội (QDI)                               |
| 101                                          | Lường Văn Sinh (1997)                        | Hà Nội (HAN)                                 |
| 102                                          | Hoàng Văn Đông (2003)                        | Hà Nội (HAN)                                 |
| 103                                          | Lưu Văn Duy (2003)                           | Hà Nội (HAN)                                 |
| 104                                          | Đỗ Ngọc Hải (2004)                           | Hà Nội (HAN)                                 |
| 105                                          | Hoàng Phi Long (2004)                        | Hà Nội (HAN)                                 |
| 106                                          | Đặng Văn Tuyến (2003)                        | Hà Nội (HAN)                                 |
| 107                                          | Chu Thái Khang (2004)                        | Hà Nội (HAN)                                 |
| 111                                          | Nguyễn Minh Thiện (1998)                     | 620 Châu Thới-Vĩnh Long (CVL)                |
| 112                                          | Trần Khánh Duy (2004)                        | 620 Châu Thới-Vĩnh Long (CVL)                |
| 113                                          | Võ Thanh An (2000)                           | 620 Châu Thới-Vĩnh Long (CVL)                |
| 114                                          | Thái Ngọc Hải (2002)                         | 620 Châu Thới-Vĩnh Long (CVL)                |
| 115                                          | Phan Thanh Tấn Tài (2000)                    | 620 Châu Thới-Vĩnh Long (CVL)                |
| 116                                          | Đặng Văn Bảo Anh (2002)                      | 620 Châu Thới-Vĩnh Long (CVL)                |
| 117                                          | Nguyễn Nhựt Phát (2001)                      | 620 Châu Thới-Vĩnh Long (CVL)                |
| 121                                          | Hà Kiều Tấn Đại (2000)                       | Nhựa Bình Minh Bình Dương (NBM)              |
| 122                                          | Trần Anh Tuấn (2001)                         | Nhựa Bình Minh Bình Dương (NBM)              |
| 123                                          | Trần Thanh Quang (2003)                      | Nhựa Bình Minh Bình Dương (NBM)              |
| 124                                          | Lê Ngô Gia Thịnh (2002)                      | Nhựa Bình Minh Bình Dương (NBM)              |
| 125                                          | Phan Nguyễn Vũ Bảo (2006)                    | Nhựa Bình Minh Bình Dương (NBM)              |
| 126                                          | Dưong Minh Hiếu (2003)                       | Nhựa Bình Minh Bình Dương (NBM)              |
| 127                                          | Thạch An Khang (2004)                        | Nhựa Bình Minh Bình Dương (NBM)              |
| 131                                          | Hồ Hoàng Sơn (1992)                          | Thanh Hóa (THH)                              |
| 132                                          | Nguyễn Văn Lãm (2004)                        | Thanh Hóa (THH)                              |
| 133                                          | Nguyễn Hữu Sang (2001)                       | Thanh Hóa (THH)                              |
| 134                                          | Phạm Minh Đạt (2004)                         | Thanh Hóa (THH)                              |
| 135                                          | Vi Việt Quang (2006)                         | Thanh Hóa (THH)                              |
| 136                                          | Nguyễn Ngọc Hải Dương (2006)                 | Thanh Hóa (THH)                              |
| 137                                          | Đỗ Khánh Duy (2002)                          | Thanh Hóa (THH)                              |

## Lộ trình và kết quả từng chặng
| Chặng | Ngày       | Đoạn đường                                               | Cự ly              | Kết quả từng chặng               | Kết quả từng chặng            | Kết quả từng chặng                 |
| Chặng | Ngày       | Đoạn đường                                               | Cự ly              | Nhất                             | Nhì                           | Ba                                 |
| ----- | ---------- | -------------------------------------------------------- | ------------------ | -------------------------------- | ----------------------------- | ---------------------------------- |
| 1     | 5 tháng 4  | Đua cá nhân tính giờ tại thành phố Hạ Long (Quảng Ninh)  | 4 km               | Igor Frolov (VIN)                | Loïc Desriac (DDT)            | Quàng Văn Cường (TLT)              |
| 2     | 6 tháng 4  | Vòng đua thành phố Hạ Long (Quảng Ninh)                  | 64 km              | Erdenebat Bilguunjargal (KEN)    | Võ Thanh An (CVL)             | Ngô Văn Phương (GNT)               |
| 3     | 7 tháng 4  | Hạ Long đi Hải Phòng                                     | 123 km             | Roman Maikin (TLT)               | Trần Tuấn Kiệt (DPG)          | Lê Nguyệt Minh (HCM)               |
| 4     | 8 tháng 4  | Vòng đua huyện đảo Cát Bà (Hải Phòng) (18 vòng x 2,9 km) | 52,2 km            | Nguyễn Tấn Hoài (TLT)            | Huỳnh Thanh Tùng (QK7)        | Trần Tuấn Kiệt (DPG)               |
| 5     | 9 tháng 4  | Hải Phòng đi Hà Nội                                      | 101 km             | Roman Maikin (TLT)               | Quàng Văn Cường (TLT)         | Erdenebat Bilguunjargal (KEN)      |
| 6     | 10 tháng 4 | Vòng đua hồ Hoàn Kiếm (Hà Nội) (25 vòng x 1,7 km)        | 42,5 km            | Quàng Văn Cường (TLT)            | Trần Tuấn Kiệt (DPG)          | Loïc Desriac (DDT)                 |
| 7     | 11 tháng 4 | Hà Nội đi Thanh Hóa                                      | 154 km             | Trần Tuấn Kiệt (DPG)             | Lê Nguyệt Minh (HCM)          | Quàng Văn Cường (TLT)              |
| 8     | 12 tháng 4 | Thanh Hóa đi Vinh (Nghệ An)                              | 139 km             | Trần Tuấn Kiệt (DPG)             | Quàng Văn Cường (TLT)         | Nguyễn Tấn Hoài (TLT)              |
| —     | 13 tháng 4 | Nghỉ tại Vinh                                            | Nghỉ tại Vinh      | Nghỉ tại Vinh                    | Nghỉ tại Vinh                 | Nghỉ tại Vinh                      |
| 9     | 14 tháng 4 | Nghệ An đi Phong Nha Kẻ Bàng, Quảng Bình (đèo Ngang)     | 207,5 km           | Nguyễn Tấn Hoài (TLT)            | Erdenebat Bilguunjargal (KEN) | Nguyễn Dương Hồ Vũ (VIN)           |
| 10    | 15 tháng 4 | Quảng Bình đi Huế                                        | 162 km             | Nguyễn Tấn Hoài (TLT)            | Huỳnh Thanh Tùng (QK7)        | Erdenebat Bilguunjargal (KEN)      |
| 11    | 16 tháng 4 | Vòng đua Phú Xuân – Dã Viên (Huế) (12 vòng x 4,5 km)     | 54 km              | Lê Nguyệt Minh (HCM)             | Trần Tuấn Kiệt (DPG)          | Nguyễn Tấn Hoài (TLT)              |
| 12    | 17 tháng 4 | Huế đi Đà Nẵng (đèo Phú Gia, Phước Tượng, Hải Vân)       | 113 km             | Igor Frolov (VIN)                | Konstantin Nekrasov (HCM)     | Nguyễn Hướng (GSB)                 |
| 13    | 18 tháng 4 | Đà Nẵng đi Hội An - Tam Kỳ (Quảng Nam)                   | 84 km              | Nguyễn Tấn Hoài (TLT)            | Huỳnh Thanh Tùng (QK7)        | Lê Nguyệt Minh (HCM)               |
| 14    | 19 tháng 4 | Vòng đua thành phố Tam Kỳ (25 vòng x 2 km)               | 50 km              | Trần Tuấn Kiệt (DPG)             | Erdenebat Bilguunjargal (KEN) | Nguyễn Dương Hồ Vũ (VIN)           |
| —     | 20 tháng 4 | Nghỉ tại Quảng Nam                                       | Nghỉ tại Quảng Nam | Nghỉ tại Quảng Nam               | Nghỉ tại Quảng Nam            | Nghỉ tại Quảng Nam                 |
| 15    | 21 tháng 4 | Quảng Nam đi Quảng Ngãi                                  | 90 km              | Lê Nguyệt Minh (HCM)             | Nguyễn Văn Bình (HCM)         | Nguyễn Dương Hồ Vũ (VIN)           |
| 16    | 22 tháng 4 | Quảng Ngãi đi Quy Nhơn (Bình Định)                       | 179 km             | Lường Văn Sinh (HAN)             | Nguyễn Huỳnh Lân (QDI)        | Phước Minh Hòa (KEN)               |
| 17    | 23 tháng 4 | Quy Nhơn đi Tuy Hòa (Phú Yên)                            | 94 km              | Erdenebat Bilguunjargal (KEN)    | Nguyễn Tấn Hoài (TLT)         | Quàng Văn Cường (TLT)              |
| 18    | 24 tháng 4 | Tuy Hòa đi Nha Trang (Khánh Hòa) (đèo Cả)                | 130 km             | Hà Văn Sơn (QK7)                 | Hồ Ngọc Chánh (GNT)           | Lường Văn Sinh (HAN)               |
| 19    | 25 tháng 4 | Đua đồng đội tính giờ tại Nha Trang (2 vòng x 16 km)     | 32 km              | Tập đoàn Lộc Trời An Giang (TLT) | Dược Domesco Đồng Tháp (DDT)  | Vinama Thành phố Hồ Chí Minh (VIN) |
| —     | 26 tháng 4 | Nghỉ tại Nha Trang                                       | Nghỉ tại Nha Trang | Nghỉ tại Nha Trang               | Nghỉ tại Nha Trang            | Nghỉ tại Nha Trang                 |
| 20    | 27 tháng 4 | Nha Trang đi Đà Lạt (đèo Khánh Lê, Giang Ly)             | 136 km             | Igor Frolov (VIN)                | Konstantin Nekrasov (HCM)     | Roman Maikin (TLT)                 |
| 21    | 28 tháng 4 | Vòng đua quanh Hồ Xuân Hương (Đà Lạt) (10 vòng x 5,1 km) | 51 km              | Trần Tuấn Kiệt (DPG)             | Lê Nguyệt Minh (HCM)          | Nguyễn Tấn Hoài (TLT)              |
| 22    | 29 tháng 4 | Đà Lạt đi Bảo Lộc (đèo Phú Hiệp)                         | 99 km              | Nguyễn Văn Bình (HCM)            | Nguyễn Tấn Hoài (TLT)         | Nguyễn Dương Hồ Vũ (VIN)           |
| 23    | 30 tháng 4 | Bảo Lộc đi Thành phố Hồ Chí Minh                         | 155 km             | Lê Nguyệt Minh (HCM)             | Nguyễn Tấn Hoài (TLT)         | Quàng Văn Cường (TLT)              |

### Kết quả màu áo qua các chặng
| Chặng   | Tham khảo | - Áo trắng (VĐV trẻ xuất sắc) | - Áo xanh (Vua nước rút) | - Áo chấm đỏ (Vua leo núi) | - Áo vàng (VĐV xuất sắc) | - Thành tích đồng đội              | Ghi chú            |
| ------- | --------- | ----------------------------- | ------------------------ | -------------------------- | ------------------------ | ---------------------------------- | ------------------ |
| 1       | [ 32 ]    | Nguyễn Văn Bình (HCM)         | —                        | —                          | Igor Frolov (VIN)        | VIN                                |                    |
| 2       | [ 33 ]    | Nguyễn Văn Bình (HCM)         | —                        | —                          | Igor Frolov (VIN)        | VIN                                | Không tính kết quả |
| 3       | [ 34 ]    | Nguyễn Văn Bình (HCM)         | Roman Maikin (TLT)       | —                          | Igor Frolov (VIN)        | VIN                                |                    |
| 4       | [ 35 ]    | Nguyễn Văn Bình (HCM)         | Nguyễn Tấn Hoài (TLT)    | —                          | Igor Frolov (VIN)        | VIN                                |                    |
| 5       | [ 36 ]    | Nguyễn Văn Bình (HCM)         | Roman Maikin (TLT)       | —                          | Roman Maikin (TLT)       | VIN                                |                    |
| 6       | [ 37 ]    | Nguyễn Văn Bình (HCM)         | Quàng Văn Cường (TLT)    | —                          | Quàng Văn Cường (TLT)    | VIN                                |                    |
| 7       | [ 38 ]    | Nguyễn Văn Bình (HCM)         | Quàng Văn Cường (TLT)    | —                          | Quàng Văn Cường (TLT)    | VIN                                |                    |
| 8       | [ 39 ]    | Nguyễn Văn Bình (HCM)         | Quàng Văn Cường (TLT)    | —                          | Quàng Văn Cường (TLT)    | VIN                                |                    |
| 9       | [ 40 ]    | Nguyễn Văn Bình (HCM)         | Trần Tuấn Kiệt (DPG)     | Nguyễn Văn Nhã (QK7)       | Quàng Văn Cường (TLT)    | VIN                                |                    |
| 10      | [ 41 ]    | Nguyễn Văn Bình (HCM)         | Quàng Văn Cường (TLT)    | Nguyễn Văn Nhã (QK7)       | Quàng Văn Cường (TLT)    | VIN                                |                    |
| 11      | [ 42 ]    | Nguyễn Văn Bình (HCM)         | Trần Tuấn Kiệt (DPG)     | Nguyễn Văn Nhã (QK7)       | Quàng Văn Cường (TLT)    | VIN                                |                    |
| 12      | [ 43 ]    | Nguyễn Văn Bình (HCM)         | Nguyễn Tấn Hoài (TLT)    | Igor Frolov (VIN)          | Igor Frolov (VIN)        | VIN                                |                    |
| 13      | [ 44 ]    | Nguyễn Văn Bình (HCM)         | Nguyễn Tấn Hoài (TLT)    | Igor Frolov (VIN)          | Igor Frolov (VIN)        | VIN                                |                    |
| 14      | [ 45 ]    | Nguyễn Văn Bình (HCM)         | Trần Tuấn Kiệt (DPG)     | Igor Frolov (VIN)          | Igor Frolov (VIN)        | VIN                                |                    |
| 15      | [ 46 ]    | Nguyễn Văn Bình (HCM)         | Trần Tuấn Kiệt (DPG)     | Igor Frolov (VIN)          | Igor Frolov (VIN)        | VIN                                |                    |
| 16      | [ 47 ]    | Nguyễn Văn Bình (HCM)         | Trần Tuấn Kiệt (DPG)     | Igor Frolov (VIN)          | Igor Frolov (VIN)        | VIN                                |                    |
| 17      | [ 48 ]    | Nguyễn Văn Bình (HCM)         | Nguyễn Tấn Hoài (TLT)    | Igor Frolov (VIN)          | Igor Frolov (VIN)        | VIN                                |                    |
| 18      | [ 49 ]    | Nguyễn Văn Bình (HCM)         | Nguyễn Tấn Hoài (TLT)    | Igor Frolov (VIN)          | Igor Frolov (VIN)        | VIN                                |                    |
| 19      | [ 50 ]    | Nguyễn Văn Bình (HCM)         | Nguyễn Tấn Hoài (TLT)    | Igor Frolov (VIN)          | Igor Frolov (VIN)        | VIN                                |                    |
| 20      | [ 51 ]    | Phạm Lê Xuân Lộc (QK7)        | Nguyễn Tấn Hoài (TLT)    | Igor Frolov (VIN)          | Igor Frolov (VIN)        | VIN                                |                    |
| 21      | [ 52 ]    | Phạm Lê Xuân Lộc (QK7)        | Nguyễn Tấn Hoài (TLT)    | Igor Frolov (VIN)          | Igor Frolov (VIN)        | VIN                                |                    |
| 22      | [ 53 ]    | Phạm Lê Xuân Lộc (QK7)        | Nguyễn Tấn Hoài (TLT)    | Igor Frolov (VIN)          | Igor Frolov (VIN)        | VIN                                |                    |
| 23      | [ 54 ]    | Phạm Lê Xuân Lộc (QK7)        | Nguyễn Tấn Hoài (TLT)    | Igor Frolov (VIN)          | Igor Frolov (VIN)        | VIN                                |                    |
| Kết quả | Kết quả   | Phạm Lê Xuân Lộc (QK7)        | Nguyễn Tấn Hoài (TLT)    | Igor Frolov (VIN)          | Igor Frolov (VIN)        | Vinama Thành phố Hồ Chí Minh (VIN) | [ 55 ]             |

## Xếp hạng chung cuộc
|                 | Nhất                         | Nhì                     | Ba                            |
| --------------- | ---------------------------- | ----------------------- | ----------------------------- |
| Áo vàng         | Igor Frolov (VIN)            | Roman Maikin (TLT)      | Loïc Desriac (DDT)            |
| Áo chấm đỏ      | Igor Frolov (VIN)            | Nguyễn Quốc Bảo (DDT)   | Trần Lê Minh Tuấn (GSB)       |
| Áo xanh         | Nguyễn Tấn Hoài (TLT)        | Quàng Văn Cường (TLT)   | Erdenebat Bilguunjargal (KEN) |
| Áo trắng        | Phạm Lê Xuân Lộc (QK7)       | Lê Hải Đăng (DDT)       | Nguyễn Văn Nhã (QK7)          |
| Giải đồng đội   | Vinama Thành phố Hồ Chí Minh | GSB Đồng Nai            | Tập đoàn Lộc Trời An Giang    |
| Giải phong cách | GSB Đồng Nai                 | GSB Đồng Nai            | GSB Đồng Nai                  |
| Giải ấn tượng   | 620 Châu Thới-Vĩnh Long      | 620 Châu Thới-Vĩnh Long | 620 Châu Thới-Vĩnh Long       |

## Truyền hình
Tất cả 23 chặng đua được truyền hình trực tiếp từ 8 giờ hàng ngày trên các kênh HTV7, HTV9, HTV Thể Thao, các hạ tầng mạng xã hội thuộc HTV và ứng dụng HTVC.

## Nhà tài trợ
- Tôn Đông Á (tài trợ độc quyền)